# Pito

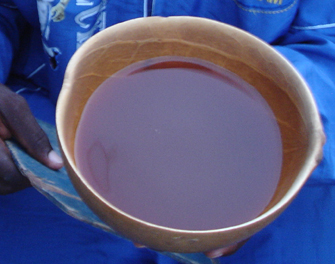
Een kalebas met warme pito

Pito is een soort bier dat gemaakt wordt van gefermenteerde gierst of sorgo in het noordelijke gedeelte van Ghana, delen van Nigeria en andere delen van West-Afrika.

## Beschrijving
Pito wordt lokaal geproduceerd en geserveerd in een kalebas; dat gebeurt vaak in de tuin van het huis van de producent, waar vaak ook speciaal zitplaatsen zijn gemaakt. Pito kan warm of koud geserveerd worden. Warme pito is warm door het fermentatieproces. Het brouwen van pito is vaak een belangrijke vorm van inkomsten voor arme huishoudens in de agrarische gebieden. Pito wordt nooit in flessen of blikjes aangetroffen en in de regel direct nadat het gebrouwen is geserveerd.